# Vencer el desamor
Vencer el desamor è una telenovela messicana prodotta da Rosy Ocampo per Televisa e trasmessa su Las Estrellas dal 12 ottobre 2020 al 19 febbraio 2021.

## Trama
La storia racconta la vita di quattro donne di diversa età e ceto sociale in cui dovranno convivere nello stesso luogo, cercando di mettere da parte le loro differenze per poter convivere e andare avanti in base ai problemi e alla mancanza di amore che avevano nella loro vita.

## Personaggi e interpreti
- Ariadna López Hernández, interpretata da Claudia Álvarez
- Álvaro Falcón Albarrán, interpretato da David Zepeda
- Bárbara Albarránde Falcón, interpretata da Daniela Romo
- Olga Collado, interpretata da Altair Jarabo
- Eduardo Falcón Albarrán, interpretato da Juan Diego Covarrubias
- Gael Falcón Albarrán / Rommel Guajardo, interpretato da Emmanuel Palomares
- Dafne Falcón Miranda de Ibarra, interpretata da Julia Urbini
- Gemma Corona Albarrán, interpretata da Valentina Buzzurro